# А-Бола
А-Бола (гал. A Bola, ісп. La Bola) — муніципалітет в Іспанії, у складі автономної спільноти Галісія, у провінції Оренсе. Населення — 1486 осіб (2009).
Муніципалітет розташований на відстані близько 400 км на північний захід від Мадрида, 20 км на південь від Оренсе.
Муніципалітет складається з таких паррокій: Берредо, Пардаведра, Подентес, Сан-Мартіньйо-де-Берредо, Санта-Байя-де-Берредо, Сорга, Соутомель, Вейга.

## Демографія
Динаміка населення (INE ):

## Галерея зображень

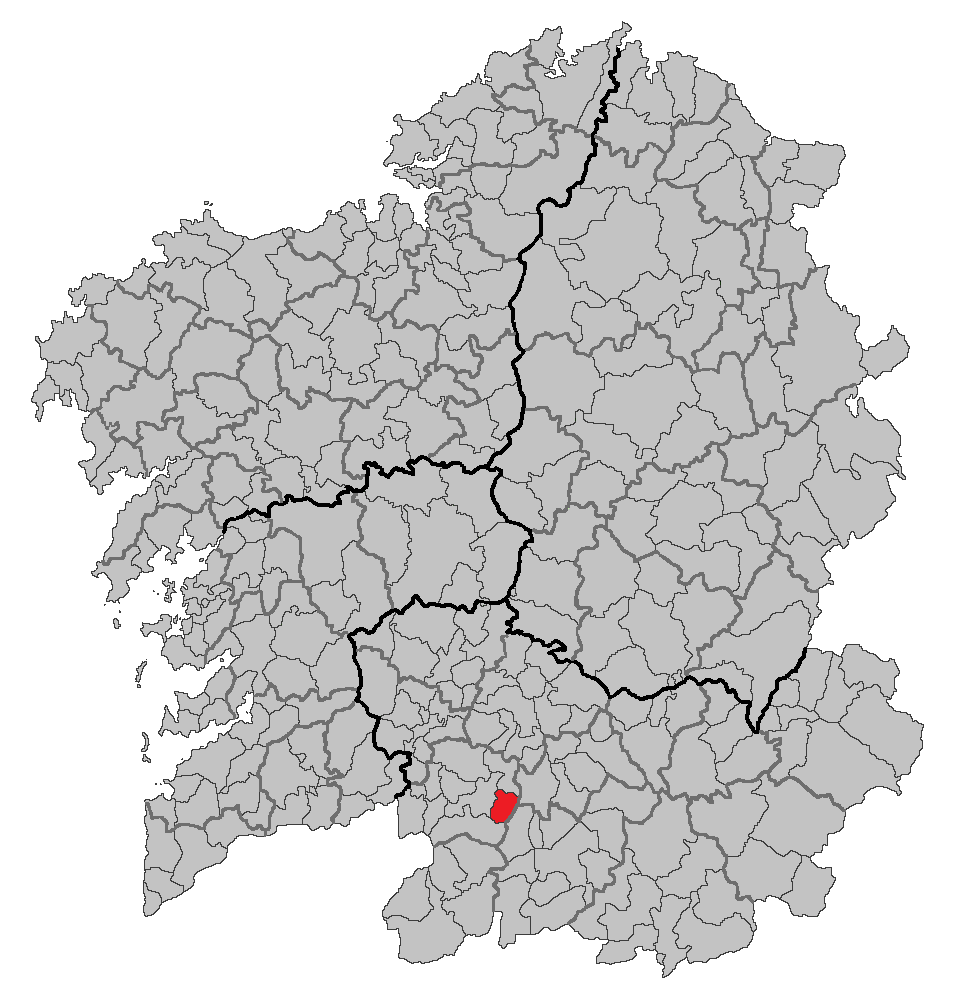
Розташування муніципалітету